# 리하르트 크루스페
리하르트 크루스페(Richard Z. Kruspe, 1967년 6월 24일 ~ )는 독일 밴드 람슈타인의 기타리스트이다.

## 생애
리하르트 크루스페는 동독 비텐베르게에서 태어났다. 그의 본명은 츠펜 크루스페(Zven Kruspe)이지만, 모든 사람이 개명할 권리가 있다는 믿음에 따라 리하르트 츠펜 크루스페로 개명하였다. 부모님은 그가 어렸을 적 이혼하였다. 이후 리하르트는 어머니, 양아버지와 함께 바이젠으로 이사를 갔다. 양아버지와 사이가 좋지 못했기 때문에 10대 시절에 자주 가출을 하였다.
1989년 10월 10일, 리하르트는 동베를린의 지하철역에서 나오다가 우연히 시위대 한가운데에 서게 되었다. 그곳에 있었다는 이유만으로 그는 6일간 수감되었다. 이 사건 이후, 리하르트 크루스페는 헝가리를 거쳐 서독으로 망명했다. 베를린 장벽이 붕괴되자, 그는 다시 동베를린으로 돌아갔다.

## 커리어
1985년, 고향의 무감각한 음악계에 싫증이 난 리하르트 크루스페는 동베를린으로 이주하여 음악에 몰두했다. 그는 동베를린에 아는 사람이 없었기 때문에, 2년간 아파트에 드럼 키트와 기타를 두고 홀로 작업을 했다.
1980년대 후반, 리하르트의 첫 밴드인 'Das Elegante Chaos'가 결성되었다. 이 밴드는 틸 린데만이 속해있던 밴드인 'First Arsch'와 합동 라이브를 하곤 했다. 1989년, 이 밴드는 몇개 곡을 녹음했고, 이들은 2011년 발매된 앨범 'Lyrik'에 수록되었다. 또한 그는 더 많은 독립적인 경험을 쌓기 위해 'Orgasm Death Gimmick'라는 밴드를 결성하기도 하였다.
1994년, 올리버 리델, 크리스토프 슈나이더와 함께 살던 리하르트는 새로운 음악 스타일을 만들고자 그들과 함께 람슈타인을 결성하였다.